# Gabanes
Gabanes de Tobalina es una localidad del Valle de Tobalina en la provincia de Burgos, cercano al Parque natural de Valderejo (Álava), el desfiladero de Sobrón formado por el río Ebro. 

## Geografía
En el valle del Ebro, entre la Sierra de Arcena al norte y la Sierra de Pancorbo al sur,; a 37 km de Villarcayo, cabeza de partido, y a 92 de Burgos. Comunicaciones: autobús Villarcayo-Miranda de Ebro, con parada a 2 km.

## Situación administrativa
En las elecciones locales de 2007 correspondientes a esta entidad local menor concurre una sola candidatura encabezada por el independiente Jesús López de Mendoza Angulo, reelegido en 2011.
En 2015 le sucede en el cargo su hijo, Jesús Ángel López de Mendoza, candidato por el PSOE en única candidatura.

## Demografía
Evolución de la población
| Gráfica de evolución demográfica de Gabanes entre 2000 y 2017      |
|                                                                    |
| Población de derecho (2000-2017) según el padrón municipal del INE |

## Historia
Villa del señorío del duque de Frías con alcalde ordinario. A la caída del Antiguo Régimen queda agregado al ayuntamiento constitucional de Valle de Tobalina, en el Partido de Villarcayo perteneciente a la región de Castilla la Vieja, como uno de los catorce partidos que formaban la Intendencia de Burgos durante el periodo comprendido entre 1785 y 1833, tal como se recoge en el Censo de Floridablanca de 1787.

## Fiestas y costumbres
Fiesta local el día 15 de agosto, como en muchas otras pedanías castellanas, festividad de la Asunción de Nuestra Señora.
San Antón el día 17 de enero , patrón de la localidad

## Lugares de interés
- Casa-Torre de Gabanes
- Molino
- Pasaderas sobre el Río Purón

## Parroquia
Iglesia católica de la Asunción de Nuestra Señora, dependiente de la parroquia de San Martín de Don en el Arciprestazgo de Medina de Pomar, diócesis de Burgos.